# Bahamas nos Jogos Pan-Americanos de 2011
As Bahamas participaram dos Jogos Pan-Americanos de 2011, realizados na cidade de Guadalajara, no México. O país esteve em quatorze edições anteriores de Jogos Pan-Americanos, só ausente na primeira edição em 1951.

## Medalhas
| Atleta        | Esporte   | Prova                     | Medalha |
| ------------- | --------- | ------------------------- | ------- |
| Donald Thomas | Atletismo | Salto em altura masculino | Ouro    |

## Desempenho
Masculino
Campo
| Atletas       | Evento          | Final  | Final |
| Atletas       | Evento          | Res.   | Pos.  |
| ------------- | --------------- | ------ | ----- |
| Donald Thomas | Salto em altura | 2m32cm |       |

### Boliche
Duplas
| Atletas                         | Evento   | 1ª série | 1ª série | Final | Final |
| Atletas                         | Evento   | Res.     | Pos.     | Res.  | Pos.  |
| ------------------------------- | -------- | -------- | -------- | ----- | ----- |
| Justina Sturrup Joanne Woodside | Feminino | 1.905    | 16º      | 3.784 | 16º   |

### Tênis
| Atleta       | Evento            | 1ª fase                  | 2ª fase                    | Oitavas de final       | Quartas de final       | Semifinais             | Final                  | Pos.        |
| Atleta       | Evento            | Adversário e resultado   | Adversário e resultado     | Adversário e resultado | Adversário e resultado | Adversário e resultado | Adversário e resultado | Pos.        |
| ------------ | ----------------- | ------------------------ | -------------------------- | ---------------------- | ---------------------- | ---------------------- | ---------------------- | ----------- |
| Marvin Rolle | Simples masculino | PER M. Echazú V 6-3, 6-4 | DOM V. Estrella D 3-6, 4-6 | Não avançou            | Não avançou            | Não avançou            | Não avançou            | Não avançou |

Legenda
| Recorde mundial                  | Recorde mundial (World record)               |                       | Recorde africano                      | Recorde africano (African) |                                           | Q | Classificado por posição (Qualified) |
| Recorde dos Jogos Pan-Americanos | Recorde pan-americano (Pan-American record)  | Recorde da América    | Recorde da América (Americas)         | q                          | Classificado por melhor tempo (Qualified) |   |                                      |
| Melhor marca do ano              | Melhor marca do ano (World leading)          | Recorde asiático      | Recorde asiático (Asian)              | DNS                        | Não largou (Did not start)                |   |                                      |
| Recorde nacional                 | Recorde nacional (National record)           | Recorde europeu       | Recorde europeu (European)            | DNF                        | Não terminou (Did not finish)             |   |                                      |
| Recorde pessoal                  | Recorde pessoal do atleta (Personal best)    | Recorde da Oceania    | Recorde da Oceania (Oceania)          | DSQ / DQ                   | Desclassificado (Disqualified)            |   |                                      |
| Recorde da temporada             | Recorde da temporada do atleta (Season best) | Recorde sul-americano | Recorde sul-americano (South America) | NM                         | Sem marca (No mark)                       |   |                                      |